# Lijst van steden in Hokkaido
Hier volgt een lijst van steden in Hokkaido. Elk van deze steden behoort tot een subprefectuur van Hokkaido.
| Stad                                               | Subprefectuur |
| -------------------------------------------------- | ------------- |
| Abashiri                                           | Abashiri      |
| Akabira                                            | Sorachi       |
| Asahikawa (hoofdstad)                              | Kamikawa      |
| Ashibetsu                                          | Sorachi       |
| Bibai                                              | Sorachi       |
| Chitose                                            | Ishikari      |
| Date                                               | Iburi         |
| Ebetsu                                             | Ishikari      |
| Eniwa                                              | Ishikari      |
| Fukagawa                                           | Sorachi       |
| Furano                                             | Kamikawa      |
| Hakodate (hoofdstad)                               | Oshima        |
| Hokuto                                             | Oshima        |
| Ishikari                                           | Ishikari      |
| Iwamizawa (hoofdstad)                              | Sorachi       |
| Kitahiroshima                                      | Ishikari      |
| Kitami                                             | Abashiri      |
| Kushiro (hoofdstad)                                | Kushiro       |
| Mikasa                                             | Sorachi       |
| Monbetsu                                           | Abashiri      |
| Muroran (hoofdstad)                                | Iburi         |
| Nayoro                                             | Kamikawa      |
| Nemuro (hoofdstad)                                 | Nemuro        |
| Noboribetsu                                        | Iburi         |
| Obihiro (hoofdstad)                                | Tokachi       |
| Otaru                                              | Shiribeshi    |
| Rumoi (hoofdstad)                                  | Rumoi         |
| Sapporo (hoofdstad, tevens hoofdstad van Hokkaidō) | Ishikari      |
| Shibetsu                                           | Kamikawa      |
| Sunagawa                                           | Sorachi       |
| Takikawa                                           | Sorachi       |
| Tomakomai                                          | Iburi         |
| Utashinai                                          | Sorachi       |
| Wakkanai (hoofdstad)                               | Sōya          |
| Yūbari                                             | Sorachi       |

Subprefecturen:
Hidaka · Hiyama · Iburi · Ishikari · Kamikawa · Kushiro · Nemuro · Okhotsk · Oshima · Rumoi · Shiribeshi · Sorachi · Soya · Tokachi

Steden:
Abashiri · Akabira · Asahikawa · Ashibetsu · Bibai · Chitose · Date · Ebetsu · Eniwa · Fukagawa · Furano · Hakodate · Hokuto · Ishikari · Iwamizawa · Kitahiroshima · Kitami · Kushiro · Mikasa · Monbetsu · Muroran · Nayoro · Nemuro · Noboribetsu · Obihiro · Otaru · Rumoi · Sapporo (hoofdstad) · Shibetsu · Sunagawa · Takikawa · Tomakomai · Utashinai · Wakkanai · Yubari